# Higden, Arkansas
Higden là một thị trấn thuộc quận Cleburne, tiểu bang Arkansas, Hoa Kỳ. Năm 2010, dân số của thị trấn này là 120 người.

## Dân số
- Dân số năm 2000: 101 người.
- Dân số năm 2010: 120 người.